# Đài tưởng niệm Mansu Hill Grand
Đài tưởng niệm Grand Mansu Hill (Chosŏn'gŭl: 만수대대기념비; Hanja: 萬壽臺大紀念碑) là một khu di tích phức hợp tọa lạc ở trung tâm của thủ đô Bình Nhưỡng, Cộng hòa Dân chủ Nhân dân Triều Tiên. Có tất cả 229 phù điêu, kỷ niệm lịch sử đấu tranh cách mạng của nhân dân Triều Tiên, và đặc biệt là các nhà lãnh đạo của họ. Phần trung tâm của đài tưởng niệm bao gồm hai bức tượng đồng cao 20 mét (66 ft) của các nhà lãnh đạo tối cao đã qua đời của Bắc Triều Tiên Kim Il-sung và Kim Jong-il.

## Lịch sử
Đài tưởng niệm ban đầu được dành riêng vào tháng 4 năm 1972 để chào mừng sinh nhật lần thứ 60 của cố chủ tịch Kim Il Sung. Vào thời điểm đó, đài tưởng niệm chỉ có tượng Kim Il-sung. Bức tượng ban đầu được bao phủ bằng vàng lá, nhưng sau đó được thay đổi thành đồng.
Sau cái chết của Kim Jong-il vào năm 2011, một bức tượng tương tự của ông được dựng lên ở phía bắc của tượng Kim Il-sung trước đó. Đồng thời, bức tượng của Kim Il-sung đã được thay đổi để miêu tả Kim Jong-il đứng phía sau và mỉm cười. Bức tượng Kim Jong-il ban đầu có một chiếc áo khoác dài nhưng nó đã nhanh chóng được thay đổi thành chiếc áo parka mà ông từng mặc lúc sinh thời. Các nguồn tin của Hàn Quốc đã ước tính chi phí của bức tượng bổ sung là 10 triệu đô la, với công nhân Bắc Triều Tiên làm việc ở nước ngoài được yêu cầu quyên góp 150 đô la cho mỗi tượng đài.

## Miêu tả

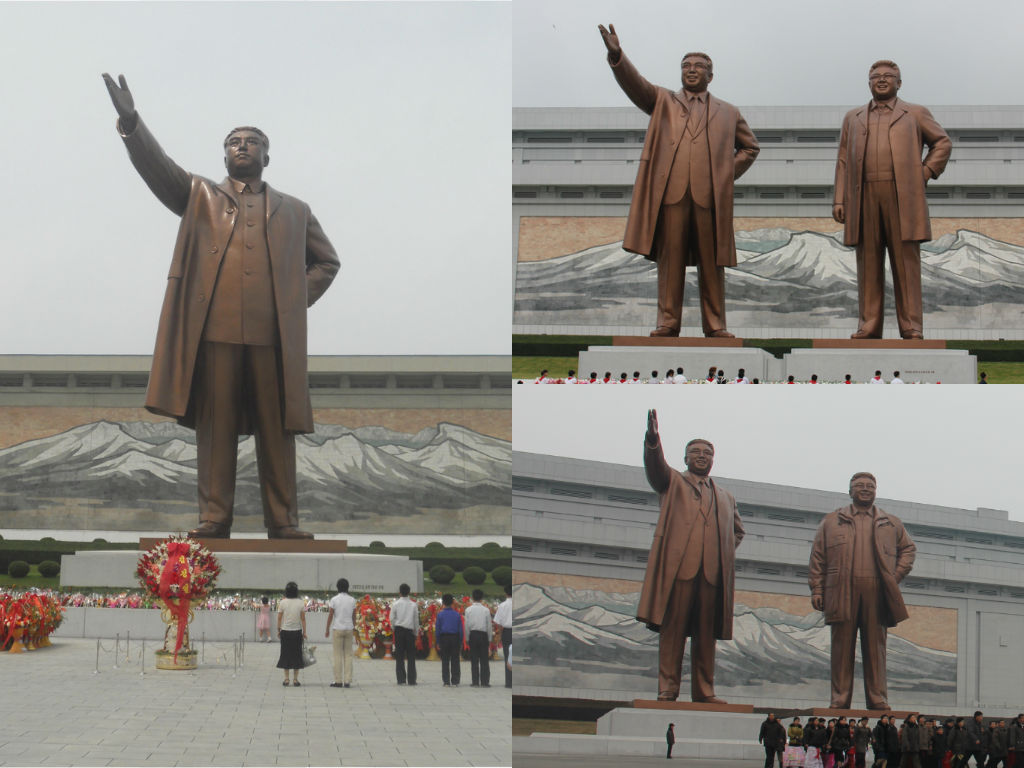
Đài tưởng niệm theo dòng thời gian. Trái: Bức ảnh chụp năm 2010 với tượng của Kim Il-sung. Bên phải trên cùng: Một bức ảnh năm 2012 của một bức tượng Kim Il-sung được xây mô tả ông là một chính khách lớn tuổi và một bức tượng Kim Jong-il được bổ sung. Bên phải phía dưới: Bức ảnh năm 2014 miêu tả Kim Jong-il với bộ áo khoác mới.

Phía sau bức tượng trung tâm là bức tường của tòa nhà Bảo tàng Cách mạng Triều Tiên, trưng bày một bức bích họa khảm cho thấy một cảnh từ núi Trường Bạch, được coi là ngọn núi thiêng liêng của cuộc cách mạng trong lịch sử nước này. Ở hai bên của các bức tượng, cách xa tòa nhà, là hai bức phù điêu bao gồm các bức tượng của những người lính, công nhân và nông dân khác nhau trong cuộc kháng chiến chống phát xít Nhật và cuộc cách mạng xã hội chủ nghĩa chống Nhật. Hàng dài con người được mô tả trên bức tượng cao trung bình 5 mét.
Một trang web chính thức của Bắc Triều Tiên mô tả nó như sau:
| “ | Các tác phẩm điêu khắc nhóm thể hiện một cách toàn diện lịch sử đấu tranh cách mạng bất diệt của nhân dân Triều Tiên, những người chỉ ghi lại chiến thắng và vinh quang dưới sự lãnh đạo sáng suốt của các vị Tư lệnh vĩ đại. Không chỉ vào những ngày lễ quốc gia mà vào những ngày bình thường, nó đông người với những chiếc giỏ hoa và bó hoa trước những bức tượng. Các cặp đôi tổ chức đám cưới thường được nhìn thấy ở đó. Những người nước ngoài đến thăm cũng leo lên đồi và bày tỏ lòng tôn kính đối với các vị Tư lệnh vĩ đại. | ” |
| — | |   |

Tất cả các du khách đến địa danh này, kể cả người dân địa phương và người nước ngoài, thường sẽ cúi đầu và để lại hoa để thể hiện sự tôn trọng. Việc chụp ảnh các bức tượng được cho phép, nhưng các bức ảnh phải chụp toàn bộ bức tượng.